# Ménétréols-sous-Vatan
Ménétréols-sous-Vatan és un municipi francès, situat al departament de l'Indre i a la regió de Centre – Vall del Loira. L'any 2007 tenia 121 habitants.

## Demografia

### Població
El 2007 la població de fet de Ménétréols-sous-Vatan era de 121 persones. Hi havia 62 famílies, de les quals 23 eren unipersonals (23 dones vivint soles i 23 dones vivint soles), 19 parelles sense fills, 12 parelles amb fills i 8 famílies monoparentals amb fills.
La població ha evolucionat segons el següent gràfic:
Habitants censats

### Habitatges
El 2007 hi havia 81 habitatges, 59 eren l'habitatge principal de la família, 9 eren segones residències i 13 estaven desocupats. 78 eren cases i 1 era un apartament. Dels 59 habitatges principals, 49 estaven ocupats pels seus propietaris, 9 estaven llogats i ocupats pels llogaters i 2 estaven cedits a títol gratuït; 2 tenien dues cambres, 10 en tenien tres, 17 en tenien quatre i 31 en tenien cinc o més. 54 habitatges disposaven pel capbaix d'una plaça de pàrquing. A 29 habitatges hi havia un automòbil i a 26 n'hi havia dos o més.

### Piràmide de població
La piràmide de població per edats i sexe el 2009 era:
| Homes | Edats   | Dones |
| ----- | ------- | ----- |
| 0     | 95 o +  | 0     |
| 0     | 90 a 94 | 0     |
| 4     | 85 a 89 | 4     |
| 0     | 80 a 84 | 0     |
| 4     | 75 a 79 | 0     |
| 4     | 70 a 74 | 8     |
| 4     | 65 a 69 | 8     |
| 4     | 60 a 64 | 4     |
| 12    | 55 a 59 | 8     |
| 0     | 50 a 54 | 4     |
| 0     | 45 a 49 | 8     |
| 16    | 40 a 44 | 8     |
| 0     | 35 a 39 | 0     |
| 0     | 30 a 34 | 0     |
| 0     | 25 a 29 | 0     |
| 4     | 20 a 24 | 0     |
| 8     | 15 a 19 | 8     |
| 12    | 10 a 14 | 0     |
| 0     | 5 a 9   | 0     |
| 0     | 0 a 4   | 0     |

## Economia
El 2007 la població en edat de treballar era de 73 persones, 55 eren actives i 18 eren inactives. De les 55 persones actives 54 estaven ocupades (31 homes i 23 dones) i 1 aturada (1 home). De les 18 persones inactives 10 estaven jubilades, 2 estaven estudiant i 6 estaven classificades com a «altres inactius».

### Ingressos
El 2009 a Ménétréols-sous-Vatan hi havia 57 unitats fiscals que integraven 117,5 persones, la mediana anual d'ingressos fiscals per persona era de 22.638 €.

### Activitats econòmiques
Dels 3 establiments que hi havia el 2007, 1 era d'una empresa de construcció, 1 d'una empresa d'hostatgeria i restauració i 1 d'una empresa immobiliària.
Dels 2 establiments de servei als particulars que hi havia el 2009, 1 era un paleta i 1 restaurant.
L'any 2000 a Ménétréols-sous-Vatan hi havia 19 explotacions agrícoles que ocupaven un total de 2.460 hectàrees.

## Poblacions més properes
El següent diagrama mostra les poblacions més properes.